# Caduceus Cellars
Caduceus Cellars (укр. Підвали кадуцея) — виноробня в Джеромі, штат Арізона, США. Вона належить Мейнарду Джеймсу Кінану, який походить від виноробів Північної Італії, найбільше відомому як вокаліст прогресив-метал-гурту Tool. Виноробня названа на честь кадуцея, стародавнього символу торгівлі та посоха грецького бога Гермеса, а виноградник названий Merkin Vineyards на честь меркіна (англ. merkin), інтимної перуки.
Виноградарство в Арізоні почалося в 18 столітті, коли іспанські священики-єзуїти місіонери почали висаджувати виноградні лози та робити вино для використання в християнських релігійних церемоніях. На відміну від більшості виноградників в Аризоні, які розташовані в південно-східній частині штату поблизу Тусона, Caduceus Cellars і Merkin Vineyards розташовані в переписній місцевості Пейдж-Спрінгс/Корнвіль, штат Аризона, на південний захід від місця проживання Кінана, а підвал, де можна спробувати вина, — у Джеромі.
Перше вино Caduceus, обмежене видання Primer Paso (2005, 2006, 2007), було повністю розпродано. Після цього виходили вина Nagual de la Naga (2004, 2005, 2006) та Nagual del Sensei (2004, 2005). Пізніші вина включали Nagual de la Naga (2004, 2005, 2006), Merkin Vineyards Chupacabra (2005, 2006), Merkin Vineyards Shinola (2006), Nagual del Judith (2007) і Sancha (2007). Вина були названі на честь нащадків вождя апачів Чирікауа Кочізе, які жили в районі, де розташований виноградник, і вироблялися в підвалах Page Springs Cellars, що належали діловому партнеру Кінана.
Мати Кінана померла в 2003 році у віці 59 років через ускладнення аневризми мозку. Після її смерті він розвіяв її прах на одному зі своїх виноградників, пізніше вшанувавши її пам'ять своїм Каберне Совіньйон «Нагуаль дель Джудіт», першим виробленим повністю з винограду з виноградників Меркін.